# Осадное положение (фильм)
«Осадное положение» (фр. État de siège) — политический триллер режиссёра Коста-Гавраса, вышедший на экраны в 1972 году. Лента основана на реальных событиях — похищении и убийстве в 1970 году агента американских спецслужб Дэна Митрионе.

## Сюжет
Фильм рассказывает о событиях недели, начавшейся с похищения группой уругвайских повстанцев-тупамарос двух иностранцев — американского гражданина Филипа Майкла Санторе и бразильского консула. Санторе официально работает на неправительственную американскую организацию под названием Агентство по международному развитию и якобы помогает уругвайской полиции решать чисто технические вопросы коммуникации. Однако, как утверждают повстанцы (и как подтверждается в ходе допросов пленника), Санторе фактически является высокопоставленным руководителем полиции, обучающим подчинённых методикам пыток и репрессий против неугодных лиц. Тупамарос предлагают схему обмена похищенных на политических заключённых. В стране возникает правительственный кризис...

## В ролях
- Ив Монтан — Филип Майкл Санторе
- Ренато Сальватори — капитан Лопес
- Отто Хассе — Карлос Дукас
- Жак Вебер — Уго
- Жан-Люк Бидо — Эсте
- Морис Тейнак — министр внутренней безопасности
- Иветта Этьеван — женщина-сенатор
- Эванджелин Питерсон — миссис Санторе
- Жак Перрен — телефонный оператор
- Немесио Антунес — президент (Хорхе Пачеко Ареко)

## Награды и номинации
- 1972 — Приз Луи Деллюка (Коста-Гаврас).
- 1974 — номинация на премию «Золотой глобус» за лучший зарубежный фильм.
- 1974 — награда ООН, а также номинация на премию BAFTA за лучшую музыку (Микис Теодоракис).
- 1974 — вторая премия Нью-Йоркского общества кинокритиков в категориях «лучший режиссёр» (Коста-Гаврас) и «лучший сценарий» (Франко Солинас), а также третья премия в категории «лучший фильм». Картина подверглась жесткой обструкции в США, была характеризована как «ложь и пропаганда» и снята с показа.